# Sveučilište Al-Karaouine
Sveučilište Al-Karaouine ili Al-Qarawiyyin (arapski: جامعة القرويين‎; berberski: ⵜⵉⵎⵣⴳⵉⴷⴰ ⵏ ⵍⵇⴰⵕⴰⵡⵉⵢⵢⵉⵏ; francuski: Université Al Quaraouiyine) sveučilište je u marokanskom gradu Fesu osnovano 859. godine. Bilo je i još uvijek je jedno od glavnih duhovnih i obrazovnih središta muslimanskog svijeta.
Al-Karaouine je odigralo važnu ulogu u razvoju kulturnih i akademskih odnosa između islamskog svijeta i Europe u srednjem vijeku. Kartograf Muhamed Al-Idrisi (umro 1166.), čije su karte pomogle europskim istraživačima tijekom renesanse, neko je vrijeme živio u Fezu, zbog čega se pretpostavlja da je radio ili studirao u Al Karaouineu. Sveučilište je iznjedrilo brojne znanstvenike koji su imali snažan utjecaj na intelektualnu i akademsku povijest među muslimanima i Židovima. Među njima su: Ibn Rushayd al-Sabti (umro 1321.), Ibn al-Hajj al-Abdari (umro 1336.), Abu Imran al-Fasi (umro 1015.), glavni teoretičar Malikitske škole islamske jurisprudencije, Leo Africanus, poznati putnik i pisac, te rabin Moshe ben Maimon.
Guinnessova knjiga rekorda, UNESCO i brojni povjesničari smatraju Al-Karaouine najstarijim neprekidno djelatnim sveučilištem na svijetu. Međutim, ove tvrdnje osporavaju povjesničari koji vjeruju da su srednjovjekovna sveučilišta u islamskom svijetu i srednjovjekovna europska sveučilišta bile fundamentalno različite institucije sve do najnovijeg doba, te da su certifikati drukčijeg karaktera.
Godine 1947. preustrojeno je na način koji odgovara većini modernih sveučilišta u današnjem svijetu.